# Генератор отчётов
Генератор отчётов — программа или библиотека, позволяющая представить информацию в удобочитаемом структурированном виде. Другими словами сделать из данных информацию (документ, отчёт), которую можно распечатать или сохранить в различных электронных форматах.
Могут использоваться как в составе программ, программных систем и комплексов, так и самостоятельно (для анализа имеющихся данных безотносительно формирующих их систем).

## История, основные идеи
Неотъемлемый элемент концепции Business Intelligence. Основным достоинством генератора отчётов, при его использовании, является значительное повышение производительности труда при подготовке однотипных документов. Повышение производительности происходит за счёт использования автоматизации тех операций, производимых при подготовке документа, которые могут быть автоматизированы. Идеи такой автоматизации происходят из значительно более ранних программ для подготовки документов, например в  LaTeX - специальном пакете для  TeX (это система верстки документов и, одновременно, некоторая замена редактору документов), имеется так называемый  "LaTeX-конвейер" - принятый порядок работы в совокупности с обеспечивающими его применение утилитами, который позволяет готовить некоторые части документов (оглавление, ссылки, списки литературы, автоматизированное оформление текста) и обеспечивать их правильность, соответствие действительности, автоматически, экономя значительное время работника. Для построения графических частей документации автоматизация, по-видимому, впервые была применена в программе Gnuplot.

## Представители
Типичные представители программ-генераторов отчётов:
- JasperReports
- Crystal Reports
- FastReport
- GenRep.
- List and Labels
- Stimulsoft Reports
- CuteReport
- Exwog
- LimeReport
- Weave (генератор научных отчётов)[3]

### Написаны на PHP
Написаны на PHP
- Banded Report Generator